# 国立女性美術館
国立女性美術館 (こくりつじょせいびじゅつかん、正式名称: 芸術における女性の国立美術館; National Museum of Women in the Arts; NMWA) は、女性アーティストの作品のみを所蔵・展示する「世界唯一の大規模な美術館」であり、1981年に美術品蒐集家のウィルヘルミナ・ホラデイによりワシントンD.C.に設立され、1987年に開館した。米国内外の女性アーティスト1,000人以上の作品5,000点以上を所蔵し、常設展のほか、年に数回特別展を行っている。建物は1903年にネオルネッサンス様式のフリーメイソン寺院として建てられ、1987年にアメリカ合衆国国家歴史登録財として登録された。

## 歴史
ウィルヘルミナ・ホラデイは不動産開発業者の夫ウォレス・ホラデイとともに1960年代に美術品の蒐集を始めた。きっかけは、欧州旅行でフランドルの女性画家クララ・ペーテルスの作品に出合ったことであった。帰国後、ペーテルスについて調べてみたが、情報が得られなかった。さらに他の女性画家についても調査を行ったところ、忘れ去られた画家やこれまで評価されてこなかった画家があまりにも多いことに気づき、またこの理由により、作品を安価に入手できたため、蒐集を始めた。60年代に蒐集した作品は500点に上り、1970年代に当時全米芸術基金の会長であった美術史家ナンシー・ハンクスに美術館を設立するよう勧められた。1981年に国立女性美術館を設立。以後6年間にわたって2千万ドル以上の資金を調達した。さらに蒐集を続け、やがてジョージタウンの自宅に蒐集した作品を一般公開するようになった。1983年、ホワイトハウスに近いニューヨーク・アベニューの古いフリーメイソン寺院を買い取る話が持ち上がった。かつてスラム街があったところで、ホラデイは長らくためらっていたが、夫の励ましを受け、1千500万ドルを投じて購入及び改修することにした。
美術館の開館をめぐっては、保守派からはフェミニストだと批判され、フェミニストからは権威主義的だと批判されるなど論争を呼んだが、フェミニズムアート運動を牽引するジュディ・シカゴから作品の貸し出しを受け、1987年に開館した。美術評論家のロバート・ヒューズからは「女性アーティストをゲットー化（隔離）する」美術館であり、「1987年の女性が、抑圧された芸術家階級であるかのようなたわごと」は「時代遅れ」であり、「ぞっとするほどセンチメンタルな金の無駄遣いだ」と酷評されたが、2008年に館長に就任したスーザン・フィッシャー・スターリングは「現状を覆すような提案をすると、みんな腹を立てるのだ」という。

## 美術館概要
建物は1903年に建築家ワディー・バトラー・ウッドによりフリーメイソン寺院として設計されたネオルネッサンス様式の建物であり、1987年にアメリカ合衆国国家歴史登録財として登録された。
敷地面積7,322 m2、16世紀から現代までの米国内外の女性アーティスト1,000人以上の作品5,000点以上を所蔵し、5階建ての建物の1階、中2階、3階が常設展示「コレクション・ハイライト」に充てられ、2階で特別展が開催される。4階は図書館・研究センター、5階はレンタルスペースで、中2階にはカフェもある。また、4階の一画には『シモーヌ・ド・ボーヴォワールの書斎から』と題するインスタレーションがある。

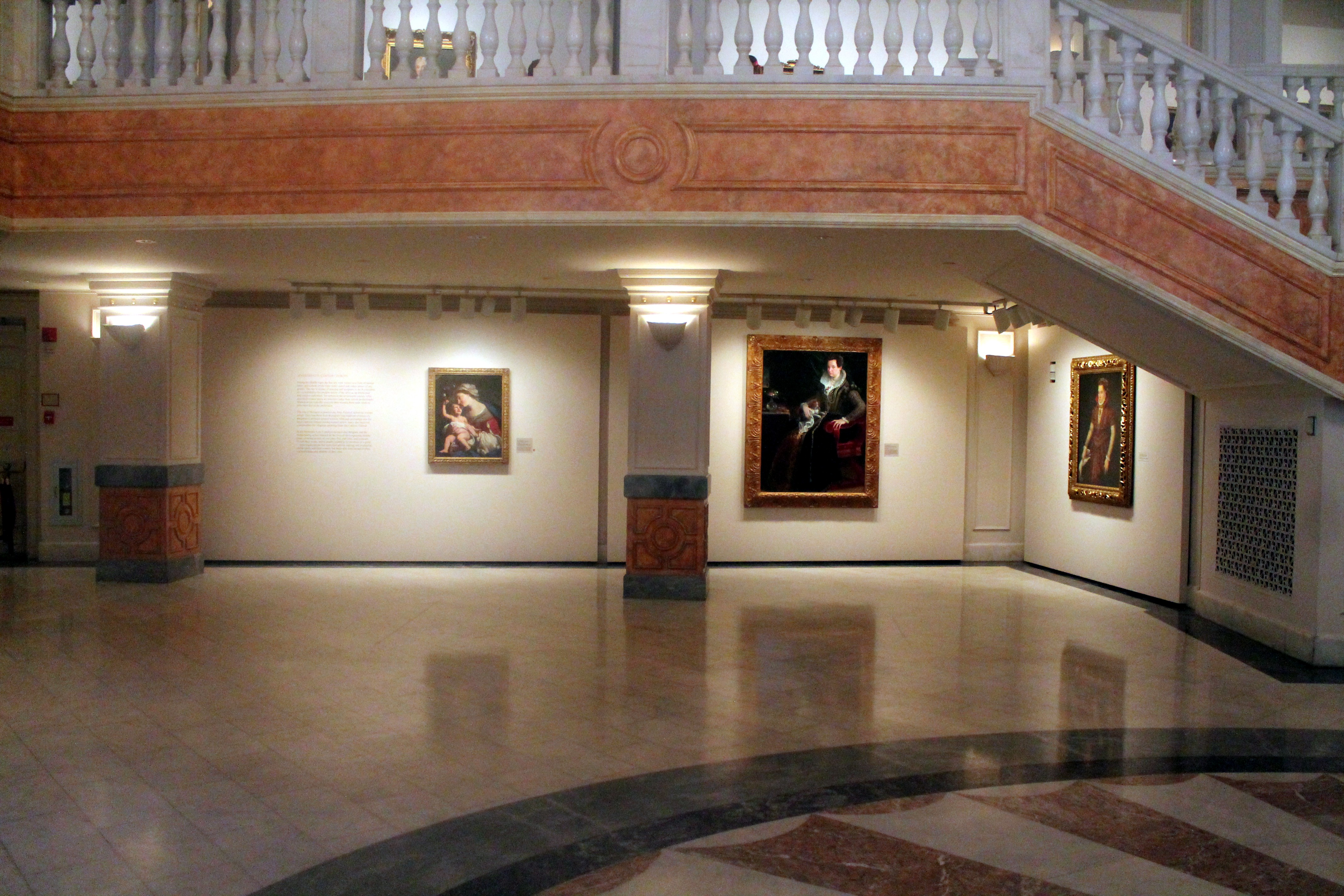
美術館1階 (16-17世紀の絵画を展示)

中2階の展示室は16世紀から20世紀までの「女性画家が女性を描いた」肖像画に焦点を当てている。欧米の芸術アカデミーでまだ女性の入学が許可されなかった時代、男性裸体像を描く機会が与えられなかった女性画家は最も権威ある歴史画や宗教画に従事できず、主に肖像画や静物画を描いていた。この展示室は、こうした時代的制約を受け、十分に評価されなかった女性画家を再発見する機会を提供している。
一方、他の常設室は男性の歴史・物語 (history, his story) に対する女性の歴史・物語 "Herstory"、身体表現に焦点を当てた「ボディーランゲージ」、日常生活をテーマとする「家事」、自然にインスピレーションを得た作品を展示する「ナチュラル・ウーマン」、などのテーマ別に近現代の作品を組み合わせて紹介し、男性主導の表象の歴史を批判的に検証している。

## コレクション
国立女性美術館公式ウェブサイトの「アーティスト・プロファイル」では、各アーティストに関する詳しい情報と所蔵作品を紹介している。
重要な所蔵品として紹介されるものに、絵画では、エリザベート＝ルイーズ・ヴィジェ＝ルブランの『ベロゼルスキー王女の肖像』、メアリー・カサットの『入浴』、フリーダ・カーロの『レオン・トロツキーに捧げる自画像』、ローザ・ボヌールの『海辺の羊』、クララ・ペーテルスの『テーブルの上のユリ、バラ、アイリス、パンジー、オダマキ、クロタネソウ、ヒエンソウ、その他の花を挿した花瓶、一輪のバラ、一輪のカーネーション』と『魚と猫の静物画』、シュザンヌ・ヴァラドンの『髪を整える裸婦』と『打ち捨てられた人形』、彫刻では、サラ・ベルナールの『嵐の後』、チャカイア・ブッカーの『酸性雨』、マグダレーナ・アバカノヴィッチの『四体の坐像』、リンダ・ベングリスの『エリダヌス』、ルイーズ・ブルジョワの『黒と青の歌』、ルイーズ・ネヴェルソンの『白い柱』、写真では、ガートルード・ケーゼビアの『秣桶』、ルイーズ・ダール＝ウォルフの『パリでディオールのスーツを着てプードルの散歩をさせるモデル』、ローラ・アルバレス・ブラボの『世代から世代へ』がある。
その他の主なアーティストとして、エリザベス・キャトレット、ジュディ・シカゴ、カミーユ・クローデル、ルイーザ・コートールド、ペタ・コイン、エレーヌ・デ・クーニング、レスリー・ディル、ヘレン・フランケンサーラー、マルグリット・ジェラール、ナン・ゴールディン、ナンシー・グレイブス、グレース・ハーティガン、アンゲリカ・カウフマン、ケーテ・コルヴィッツ、リー・クラズナー、ジャスティン・カーランド、マリー・ローランサン、ユディト・レイステル、マリア・マルティネス、マリア・ジビーラ・メーリアン、ジョアン・ミッチェル、ガブリエレ・ミュンター、エリザベス・マレー、アリス・ニール、リラ・キャボット・ペリー、ジュアン・クイック＝トゥ＝シー・スミス、ラッヘル・ライス、エリザベッタ・シラーニ、ジョアン・スナイダー、リリー・マーティン・スペンサー、アルマ・トーマス、ロザルバ・カッリエーラなどの作品を所蔵している。

## 特別展
(公式ウェブサイトのPAST EXHIBITIONSによる)
2019年
- ウルスラ・フォン・リディングズヴァード（英語版） ― 感覚の輪郭
- モア・イズ・モア ― マルティプル（More is More: Multiples）
- オランダ黄金時代の女性芸術家
- 危険なまでに生き生きと（Live Dangerously）
- ジュディ・シカゴ ― 終焉：死と絶滅の瞑想

2018年
- アンブリーン・バット（英語版） ― 言葉による印
- ロダルテ（英語版） (ケイト & ローラ・マレヴィ姉妹が設立したブランド)
- ヘヴィメタル ― 注目の女性たち
- ハン・リウの版画 (中国系アメリカ人画家)
- 女の家

2017年
- 磁場 ― アメリカ抽象主義の展開、1960年代から今日まで
- エル・テンデデロ ― 物干しロープ・プロジェクト (モニカ・メイヤー（英語版）)
- 均衡 ― ファニー・サニン
- リバイバル (国立女性美術館開館30年記念)
- 越境 ― ジャミ・ポーター・ララ（英語版） (陶芸家)
- 新境地 ― マリア・マルティネスとローラ・ギルピンのアメリカ南西部
- 身体の地勢 ― 国立女性美術館の写真作品

2016年
- 放浪者/驚嘆者 ― コレット・フーのポップアップ (中国系アメリカ人写真家)
- ノーマンズランド ― ルーベル家コレクションの女性アーティスト
- アリソン・サール（英語版）の版画
- 物語る女 ― イラン・アラブ世界の女性写真家
- サロン風 ― コレクションのフランス肖像画

2015年
- 道を切り開く女たち ― アート・工芸・デザイン、20世紀中頃から今日まで
- エスター・バブリー（英語版）最前線 (報道写真家)
- 有機物 ― 注目の女性たち2015
- スーパーナチュラル (探求と発明の空間としての自然界)
- 呪縛 ― デイジー・マーケイ＝ジョーンズ（英語版） (装飾陶器)

2014年
- 聖母マリアを描く ― 女、母、観念
- ニューヨーク・アベニュー彫刻プロジェクト ― マグダレーナ・アバカノヴィッチ
- ソーダ_ジャーク ― アフター・ザ・レインボー (映画『オズの魔法使』の再構成)
- トータルアート ― 現代のビデオ（アート）
- メレット・オッペンハイム ― 友愛
- ジュディ・シカゴ ― 75年頃

2013年
- 手仕事 ― 隠れた労働と歴史的キルト
- 放浪者 ― エレン・デイ・ヘール、旅の版画
- アメリカ人、黒い光 ― フェイス・ギングゴールド（英語版）の1960年代の絵画
- 夢の世界で目覚めて ― オードリー・ニッフェネガー（英語版）のアート
- ビーチェ・ラッツァーリ（英語版） ― 署名欄 (イタリア芸術)
- 世界を隔てて ― アンナ・アンカーとスケーエン芸術コロニー
- フレイヤ・グランド ― 風景を心に留めて

2012年
- NMWAコレクションの女性銀細工職人
- ハイファイバー ― 注目の女性たち (ファイバーアート)
- すごい! ミシェル・マッテイの肖像 (写真)
- ロックする女たち ― ビジョン、パッション、パワー
- 25 x 25 ― NMWAコレクションのアーティストの著書
- ママシータ・リンダ ― フリーダ・カーロ、母との書簡
- 王党派からロマン派へ ― ルーヴル、ヴェルサイユ、その他のフランス国立美術館コレクションの女性アーティスト
- R(ad)ical Love ― シスター・メアリー・コリータ (アーティスト・修道女のコリータ・ケント（英語版）
- ニューヨーク・アベニュー彫刻プロジェクト ― チャカイア・ブッカー

2011年
- 収穫 ― コレクションの層の厚み
- 東洋のビジョン ― 1900 - 1940年のアジアにおける西洋の女性アーティスト
- ゲリラ・ガールズの反撃
- スーザン・スワルツ ― 魂の四季
- 想いを刻印する ― タマリンドから女性のリトグラフの50年 (画家・フェミニズム運動家のジューン・ウェイン（英語版）が設立したタマリンド・リトグラフィー工房)
- 驚異の目 ― バンク・オブ・アメリカ・コレクションの写真作品
- 旅のアート：リシェンダ・カニンガムのピクチャレスクな欧州

2010年
- P(art)ners ― ヘザー & トニー・ポデスタ・コレクションからの贈り物
- 言葉のない本 ― エリザベッタ・グットの視覚詩（英語版）
- ロイス・メイロウ・ジョーンズ（英語版） ― 脈動する色の命
- 注目の女性たち ― 作品の身体、人物画の新たな展望
- ジューン・ウェインの「ドロシー・シリーズ」
- 版画共同制作 ― SOLO印刷の作品
- ジュヨン・キム ― 中間的なもの
- ニューヨーク・アベニュー彫刻プロジェクト ― ニキ・ド・サンファル
- 夢・・・でも、あなたのものではない ― トルコの現代美術
- アントワネット・ブゾネ・ステラ ― ジギスムント皇帝のマントヴァ入り

2009年
- ハードコピー ― 彫刻としての本
- 秘密を告げる ― 現代芸術におけるコード、キャプション、コナンドラム
- 自然力 ― クラリス・スミス（英語版）の馬と静物画
- 魅惑の地 ― オーストラリア先住民の絵画
- ファッション・フォワード ― ルイーズ・ダール＝ウォルフの写真
- 進歩を描く ― ハンガリーの女性写真家1900 - 1945年
- メアリー・マクファデン（英語版） ― 女神
- コミュニティの懸け橋 ― 人と場所
- 運動の奇跡 ― ニューヨーク、ユニオン・スクエアのイザベル・ビショップ（英語版）

2008年
- 伝統を超えて ― タミー・ガルシア（英語版）のプエブロ陶器
- ロールモデル ― 現代アメリカ写真における女性のアイデンティティ
- メアリー・カサット ― 友人と家族

## その他の活動
公開講座、教育者支援活動、図書館・資料館、出版物等による教育活動を行っている。
図書館・研究センターの活動の一環として、2004年から2010年にかけて古今東西の女性アーティスト18,000人のデータを収録する「クララ・データベース」を構築し、公式ウェブサイトに統合したが、現在移行中である。
特別展のカタログのほか、機関誌『芸術における女性』を年3回発行している。

## 受章・栄誉
2015年に女性の自由のためのシモーヌ・ド・ボーヴォワール賞を受賞した。
また、ウィルヘルミナ・ホラデイはその芸術後援活動により、2006年にジョージ・W・ブッシュ大統領からアメリカ国民芸術勲章を贈られた。

## 主な収蔵品

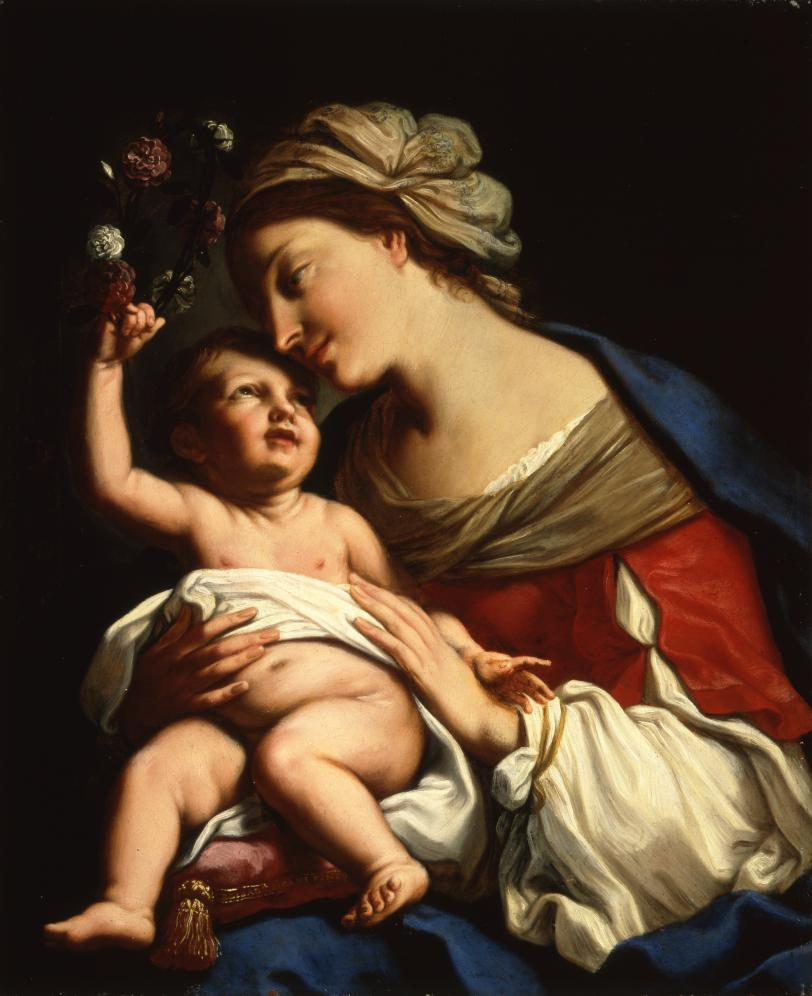
エリザベッタ・シラーニ《聖母子》(1663)
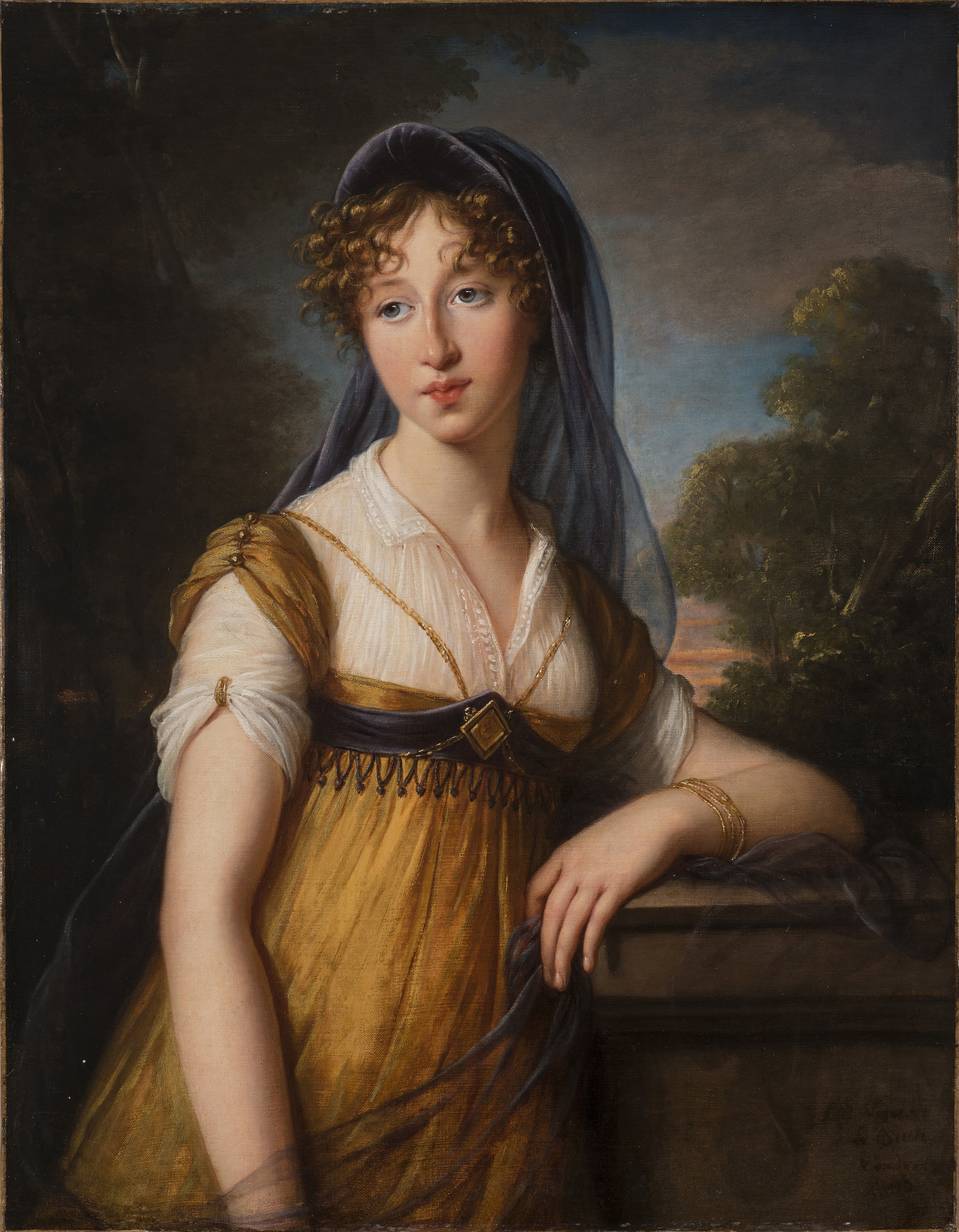
エリザベート＝ルイーズ・ヴィジェ＝ルブラン《女性の肖像》(1803)
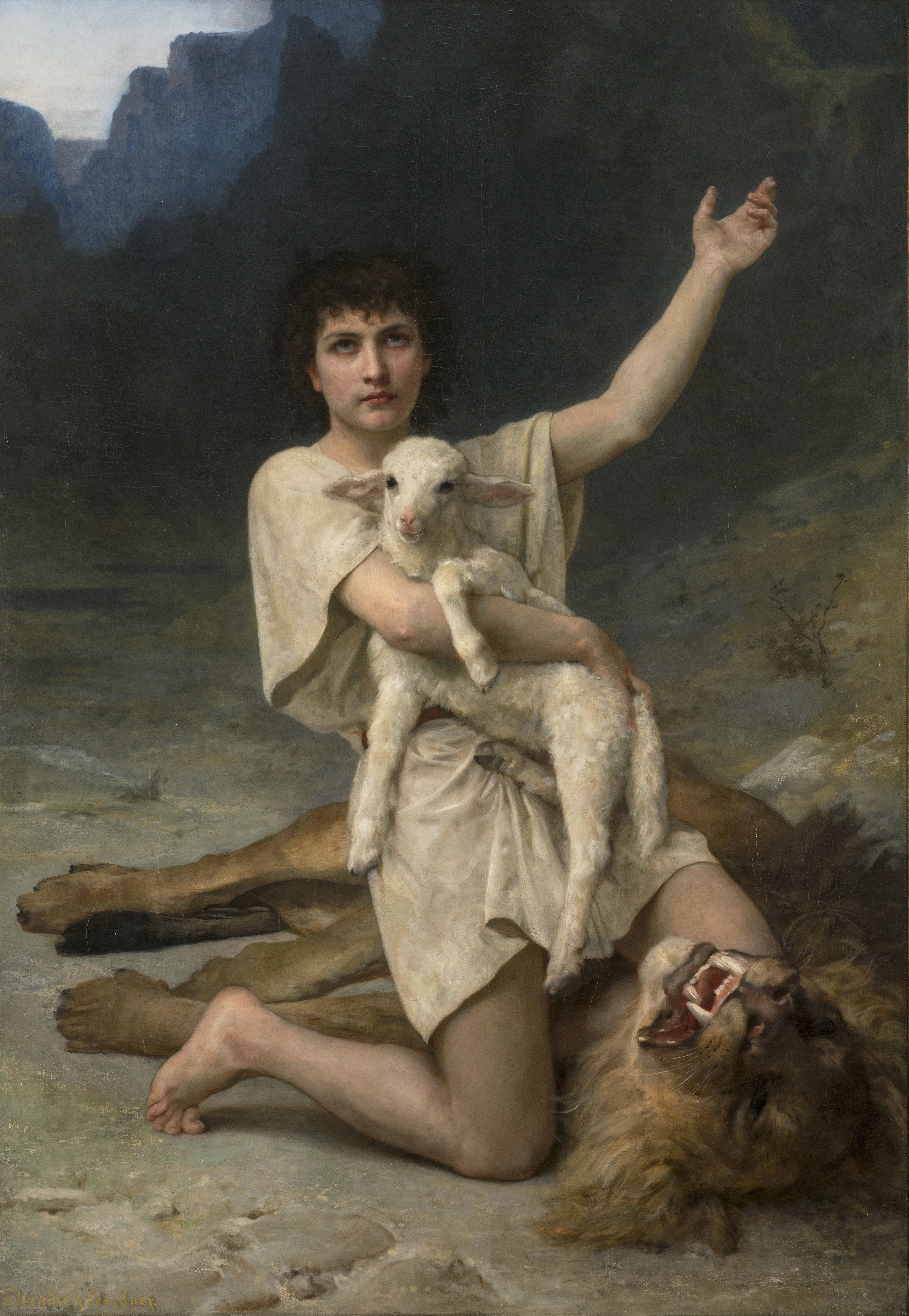
エリザベス・ジェーン・ガードナー《羊飼いダビデ》(1895)
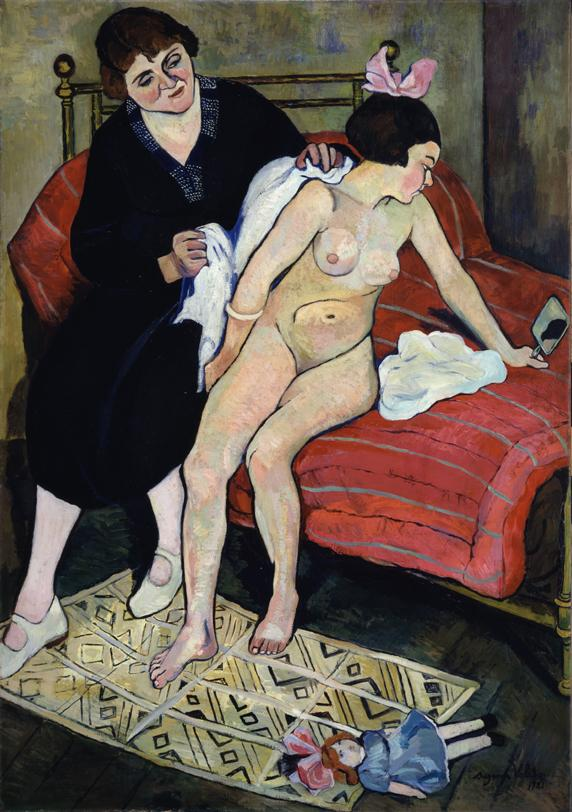
シュザンヌ・ヴァラドン《捨てられた人形》(1921)

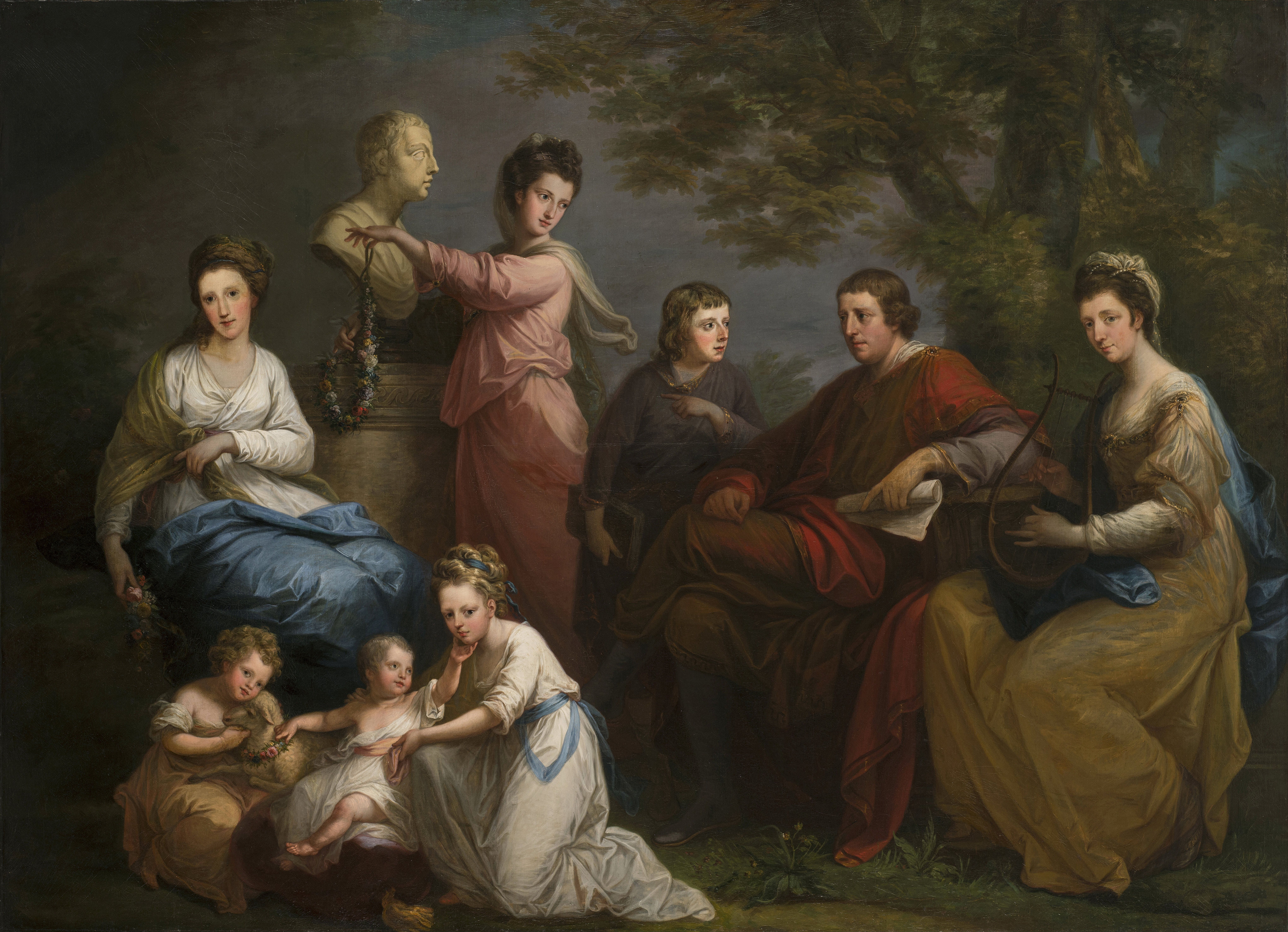
アンゲリカ・カウフマン《ゴア伯爵一家》(1772)
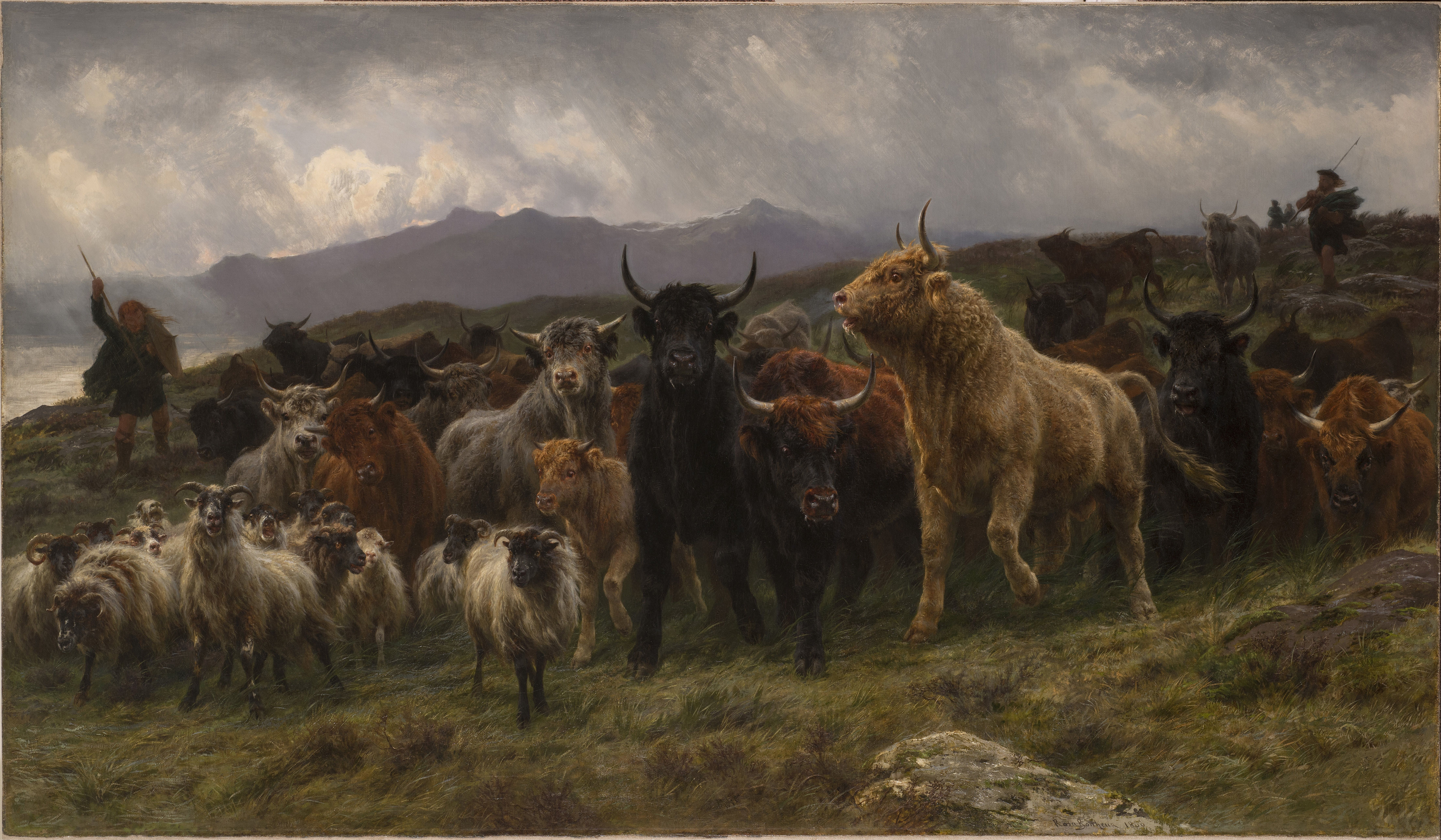
ローザ・ボヌール《ハイランド・レイド（ハイランド牛の道）》(1860)
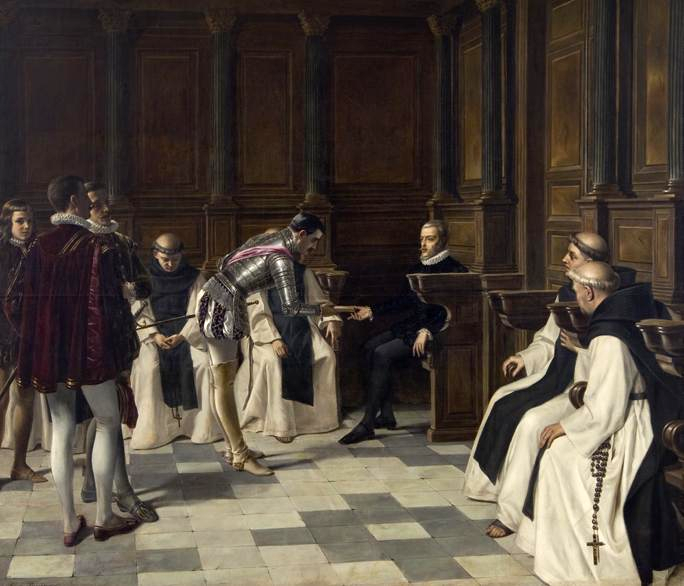
エレナ・ブロックマン《アルマダの喪失の報せを受け取るフェリペ2世》(1795)

## 参考資料
- Holladay founded National Museum of Women in the Arts, now she’s working on its legacy (ワシントン・ポスト)
- アートスケープ 2018年10月15日号 国立女性美術館 (National Museum of Women in the Arts)
- National Museum of Women in the Arts (公式ウェブサイト)